# Austrochthonius zealandicus obscurus
Austrochthonius zealandicus obscurus es una subespecie de arácnido del orden Pseudoscorpionida de la familia Chthoniidae.

## Distribución geográfica
Se encuentra en Nueva Zelanda.